# تپه بازار تپه‌سی
تپه بازار تپه‌سی مربوط به دوران‌های تاریخی پس از اسلام است و در بناب، منطقه آغاجری واقع شده و این اثر در تاریخ ۲۵ اسفند ۱۳۷۹ با شمارهٔ ثبت ۳۳۱۹ به‌عنوان یکی از آثار ملی ایران به ثبت رسیده است.